# Chestertown
Chestertown is een plaats (town) in de Amerikaanse staat Maryland, en valt bestuurlijk gezien onder Kent County.

## Demografie
Bij de volkstelling in 2000 werd het aantal inwoners vastgesteld op 4746.
In 2006 is het aantal inwoners door het United States Census Bureau geschat op 4914, een stijging van 168 (3,5%).

## Geografie
Volgens het United States Census Bureau beslaat de plaats een oppervlakte van
7,3 km², waarvan 6,8 km² land en 0,5 km² water. Chestertown ligt op ongeveer 4 m boven zeeniveau.

## Plaatsen in de nabije omgeving
De onderstaande figuur toont nabijgelegen plaatsen in een straal van 20 km rond Chestertown.